# Суліславиці (Свентокшиське воєводство)
Суліславиці (пол. Sulisławice) — село в Польщі, у гміні Лонюв Сандомирського повіту Свентокшиського воєводства.
Населення — 417 осіб (2011).
У 1975-1998 роках село належало до Тарнобжезького воєводства.

## Демографія
Демографічна структура на день 31 березня 2011 року:
|          | Загалом | Допрацездатний вік | Працездатний вік | Постпрацездатний вік |
| -------- | ------- | ------------------ | ---------------- | -------------------- |
| Чоловіки | 203     | 35                 | 140              | 28                   |
| Жінки    | 214     | 41                 | 124              | 49                   |
| Разом    | 417     | 76                 | 264              | 77                   |